# Geomyza nubilipuncta
Geomyza nubilipuncta är en tvåvingeart som beskrevs av John Richard Vockeroth 1965. Geomyza nubilipuncta ingår i släktet Geomyza och familjen gräsflugor. Inga underarter finns listade i Catalogue of Life.